# Rostita
La rostita es un mineral de la clase de los minerales sulfatos. Fue descubierta en 1979 en una mina de carbón en Libušín, en la región de Bohemia Central (República Checa), siendo nombrada así en honor de Rudolph Rost, mineralogista checo. Un sinónimo en desuso es lapparentita.

## Características químicas
Es un sulfato hidroxilado e hidratado de aluminio. Es un dimorfo ortorrómbico de la jurbanita, mineral de igual fórmula química pero que cristaliza en el sistema monoclínico.
Hay que mencionar que la rostita de la localidad tipo contiene una cierta cantidad de flúor, por lo que se piensa que en realidad sería otro mineral llamado khademita (AlSO4F·5H2O) y en 1987 se redefinió la rostita tal y como aparece en este artículo.

## Formación y yacimientos
Se descubrió por primera vez en una pila de residuos de un vertedero de carbón encendido que contenía copiapita y sulfato de amonio. Se forma por descomposición de rocas conteniendo aluminio mediante gases que contienen iones sulfatos y fluoruros.
Suele encontrarse asociado a otros minerales como: tschermigita, alunógeno o copiapita.